# Tainisopus fontinalis
Tainisopus fontinalis là một loài chân đều trong họ Tainisopidae. Loài này được Wilson & Ponder miêu tả khoa học năm 1992.